# Spaccanapoli

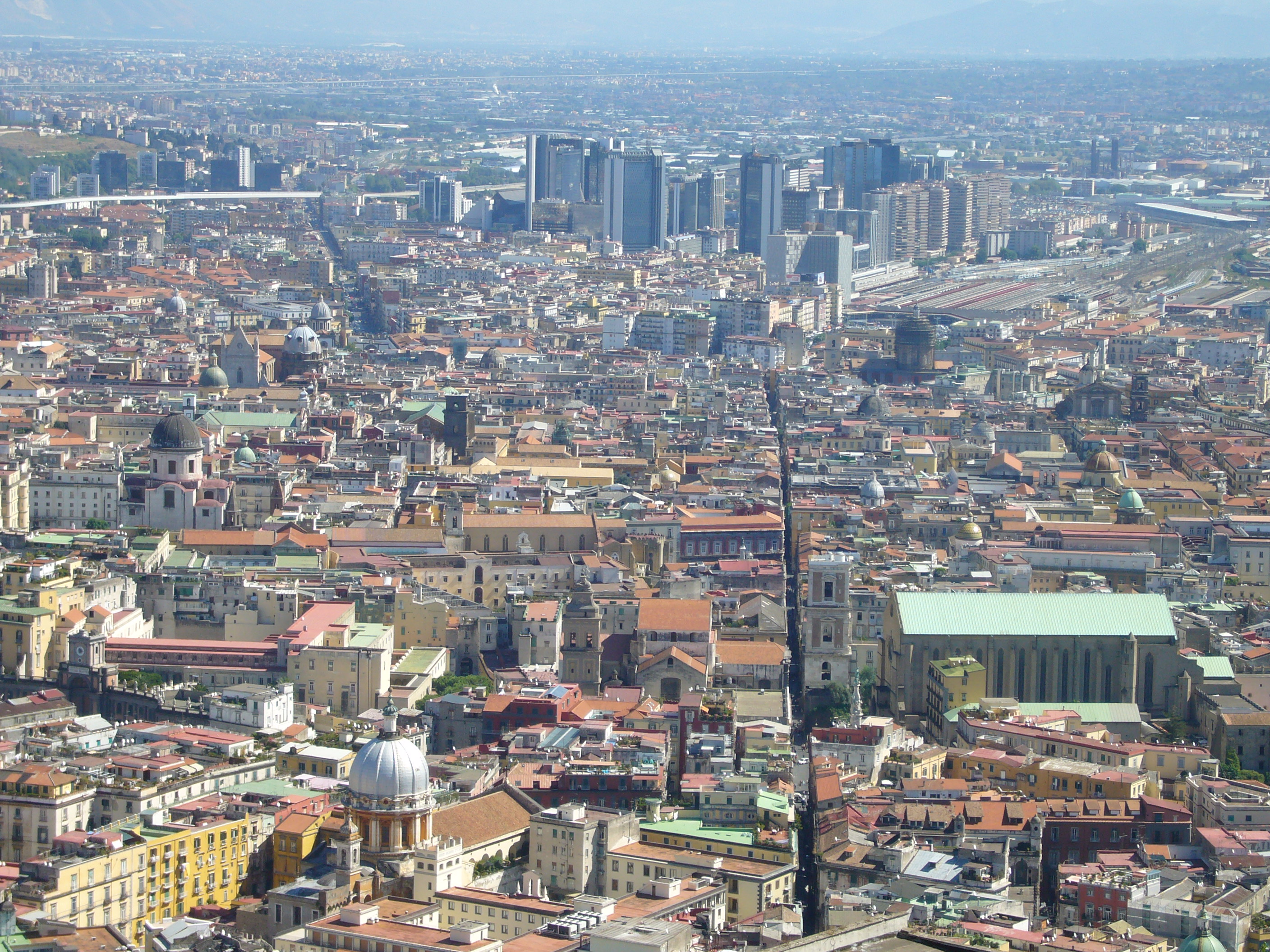
Spaccanapoli vista desde el Castel Sant'Elmo.

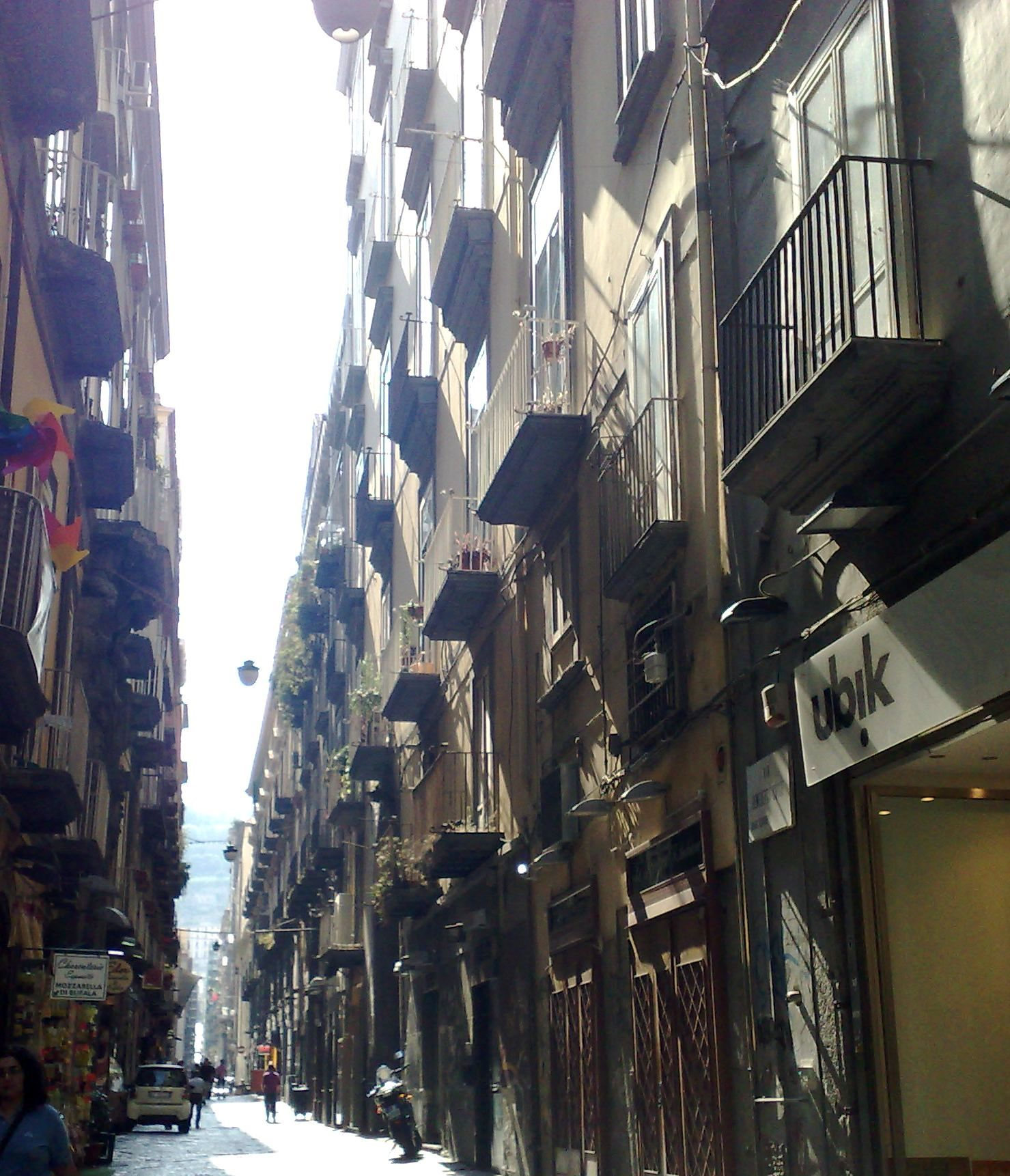
Spaccanapoli vista desde la Piazza San Domenico Maggiore, con la fachada del Palazzo Venezia.

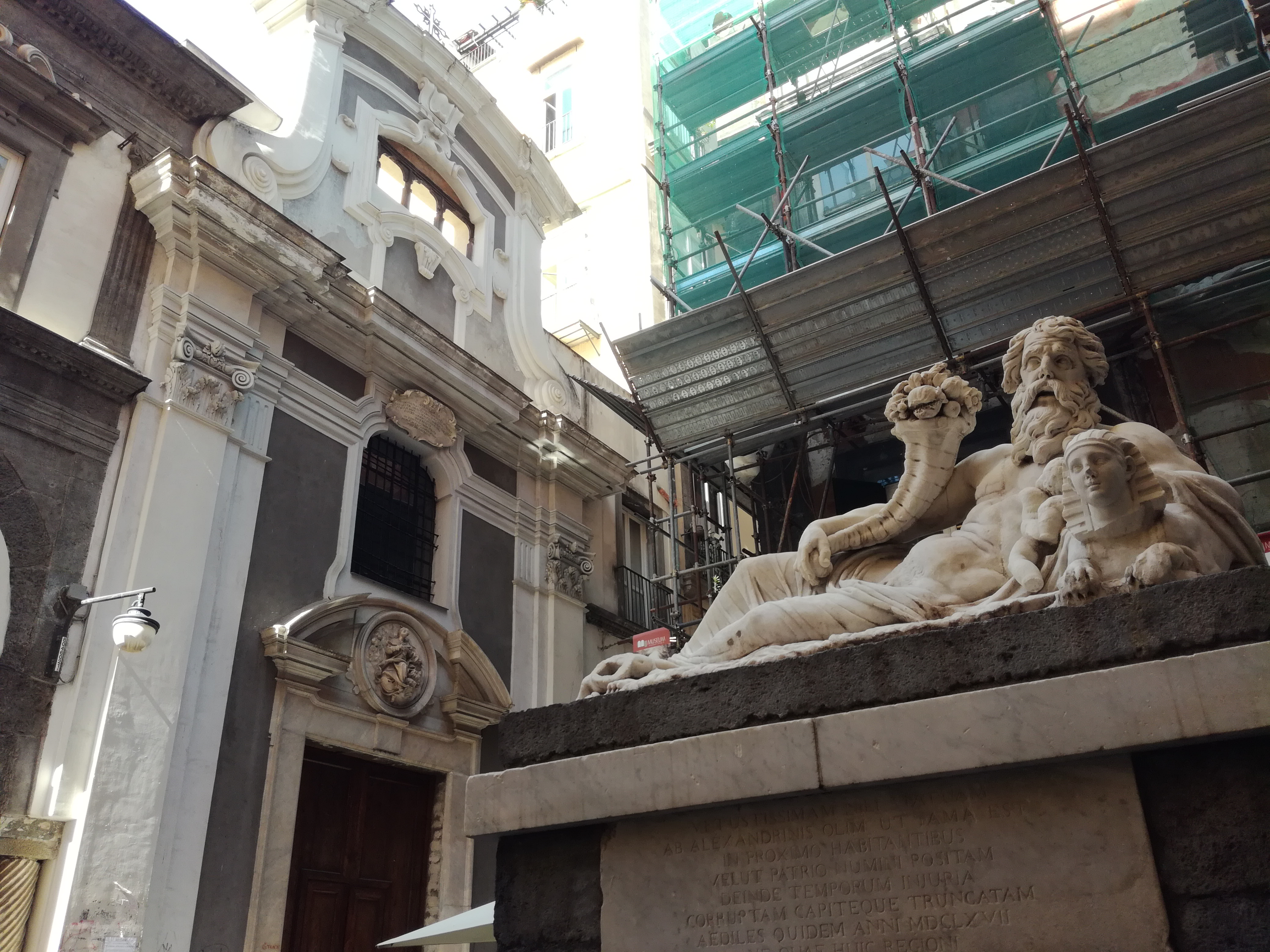
Largo Corpo di Napoli, dominada por la escultura de mármol del dios Nilo.

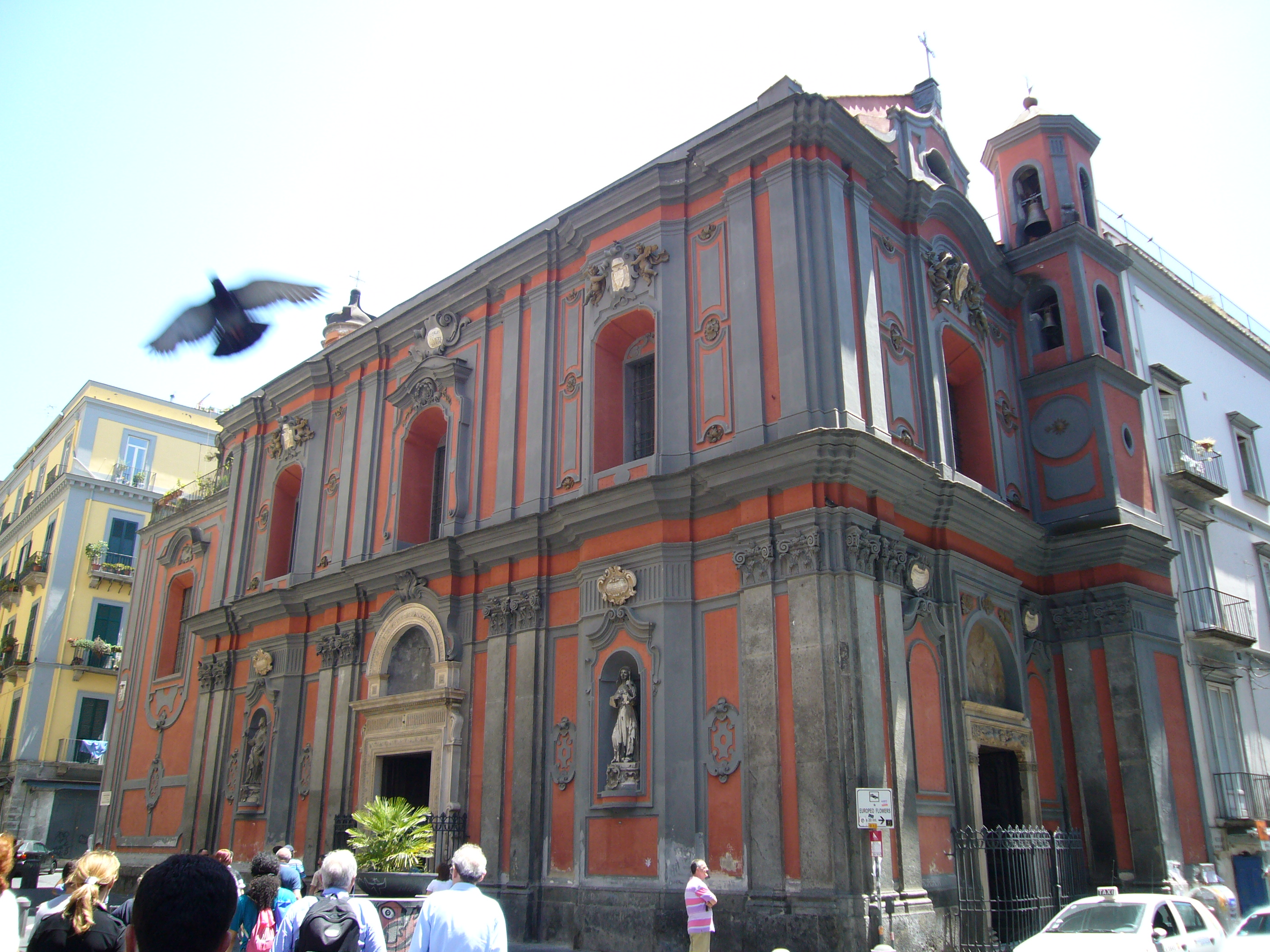
Piazzetta Nilo, con la barroca iglesia de Sant'Angelo a Nilo.

El decumano inferior, llamado popularmente Spaccanapoli, es una de las calles más importantes del centro histórico de Nápoles, Italia.
Es, junto con el decumano mayor (Via dei Tribunali) y el decumano superior, una de las tres calles principales del urbanismo de la época griega que atravesaban en toda su longitud la antigua Neapolis. Dado su origen, sería más oportuno hablar de plateia en lugar de "decumano", denominación de la época romana que ha sustituido la original griega.
Spaccanapoli cobró importancia entre la Edad Media y el siglo XIX por albergar conventos de órdenes religiosas y residencias de hombres poderosos.

## Historia
La calle se llama popularmente "Spaccanapoli" (literalmente, "Partenápoles") porque divide claramente, con su trazado rectilíneo perfecto, el centro antiguo entre norte y sur.
Originalmente la calle empezaba en la Piazza San Domenico Maggiore y seguía hasta la Via Duomo. En la época romana, se alargó y llegó hasta la zona de la actual Piazza del Gesù Nuovo, como testimonian los restos de las termas romanas encontradas debajo del claustro de la Basílica de Santa Clara.
Durante el Renacimiento la calle sufrió importantes modificaciones. Los edificios góticos fueron remodelados o se edificaron nuevos edificios en sustitución de antiguos palacios demolidos. Los principales arquitectos del Renacimiento napolitano fueron Giovanni Francesco Mormando y Giovanni Francesco di Palma, quienes proyectaron el Palazzo Marigliano y el Palazzo Pinelli.
Durante el siglo XVI, el virrey Don Pedro de Toledo inició un proceso de expansión territorial hacia la colina de San Martino y alineó el decumano con una arteria de los Quartieri Spagnoli, para unirlos con el centro de la ciudad y favorecer las comunicaciones.
Entre los siglos XVII y XVIII los edificios civiles y religiosos sufrieron más modificaciones. En el siglo XIX algunos palacios fueron restaurados a sus formas originales por su importancia, mientras que en el siglo XX, a causa de la Segunda Guerra Mundial, la iglesia de Santa Clara recuperó su fachada gótica ocultada por los estucos del siglo XVIII.

## Trazado
El decumano se divide en tres tramos:
- El primer tramo comienza en la Piazza del Gesù Nuovo y continúa por la actual Via Benedetto Croce, pasando por la Piazza San Domenico Maggiore, Piazzetta Nilo y el Largo Corpo di Napoli;
- La parte central es la Via San Biagio dei Librai;
- El tramo final del decumano es la Via Giudecca Vecchia, en la zona de Forcella, pasado el cruce con la Via Duomo.

La moderna concepción de "Spaccanapoli" incluye también las extensiones que se han realizado en el siglo XVI, que han alargado el tramo inicial hasta los Quartieri Spagnoli. Así, el decumano empezaría en la Via Pasquale Scura, situada en la cima de los Quartieri Spagnoli. Después se llega a la parte central, que empieza en el cruce con la Via Toledo, y está formada por las calles Maddaloni, Domenico Capitelli, Benedetto Croce y San Biagio dei librai. El tramo final es la parte de la calle situada en Forcella.
En la Via San Biagio dei Librai, la calle se cruza con la Via San Gregorio Armeno, uno de los cardos (o stenopos) que sube hacia el norte, uniendo el decumano inferior al mayor.

### Edificios

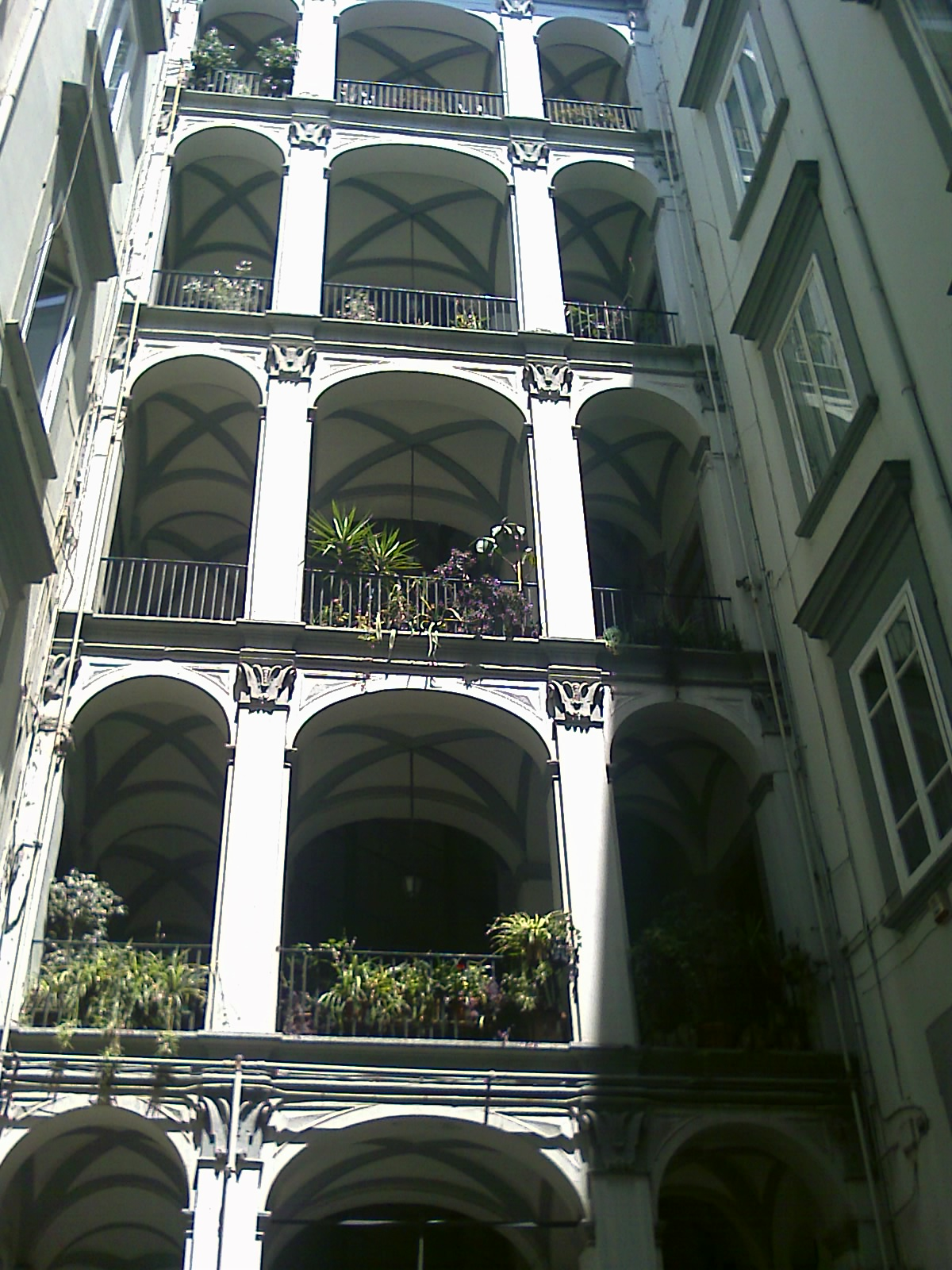
Escalera monumental del Palazzo Tufarelli.

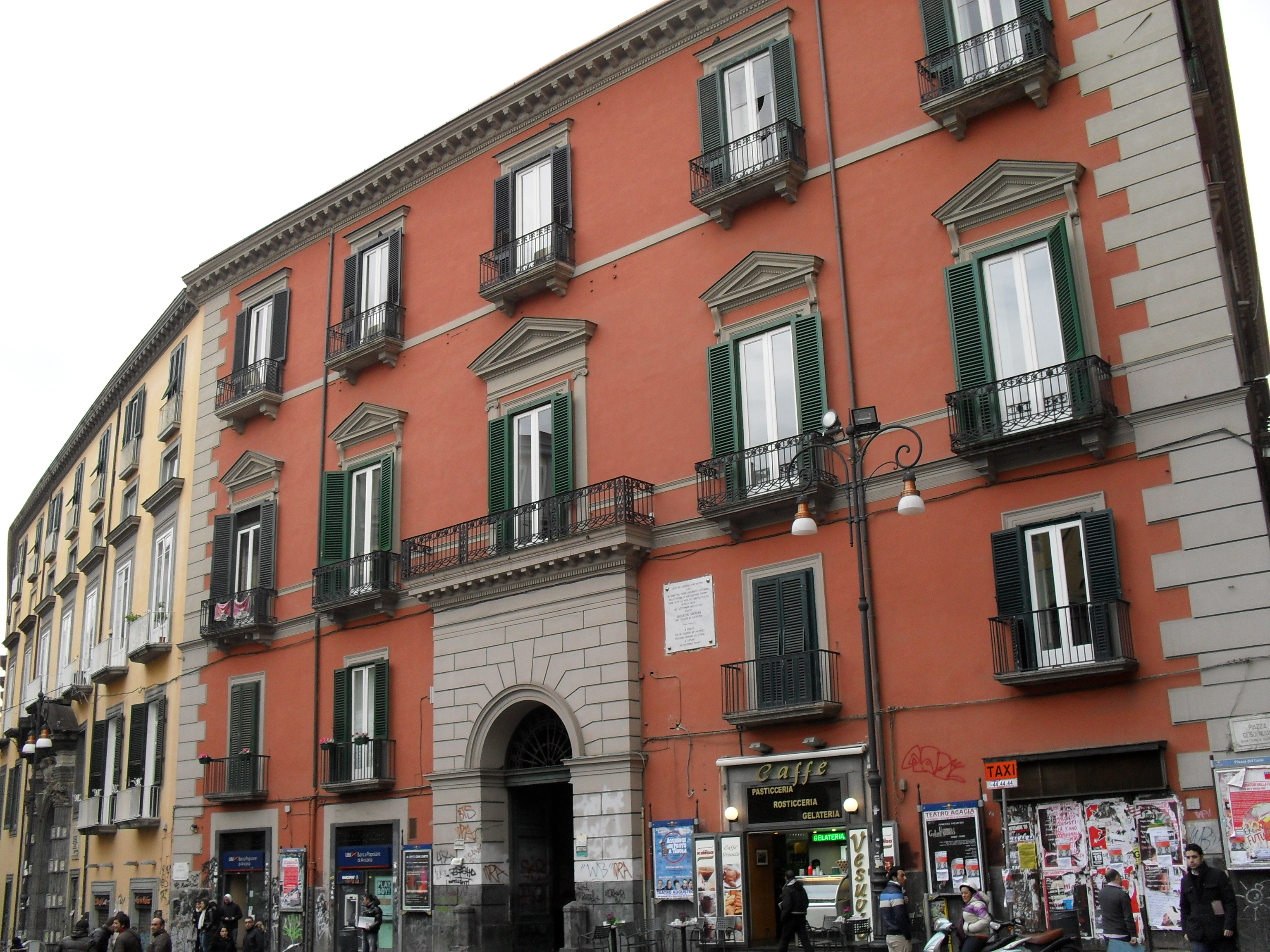
El Palazzo Pandola.

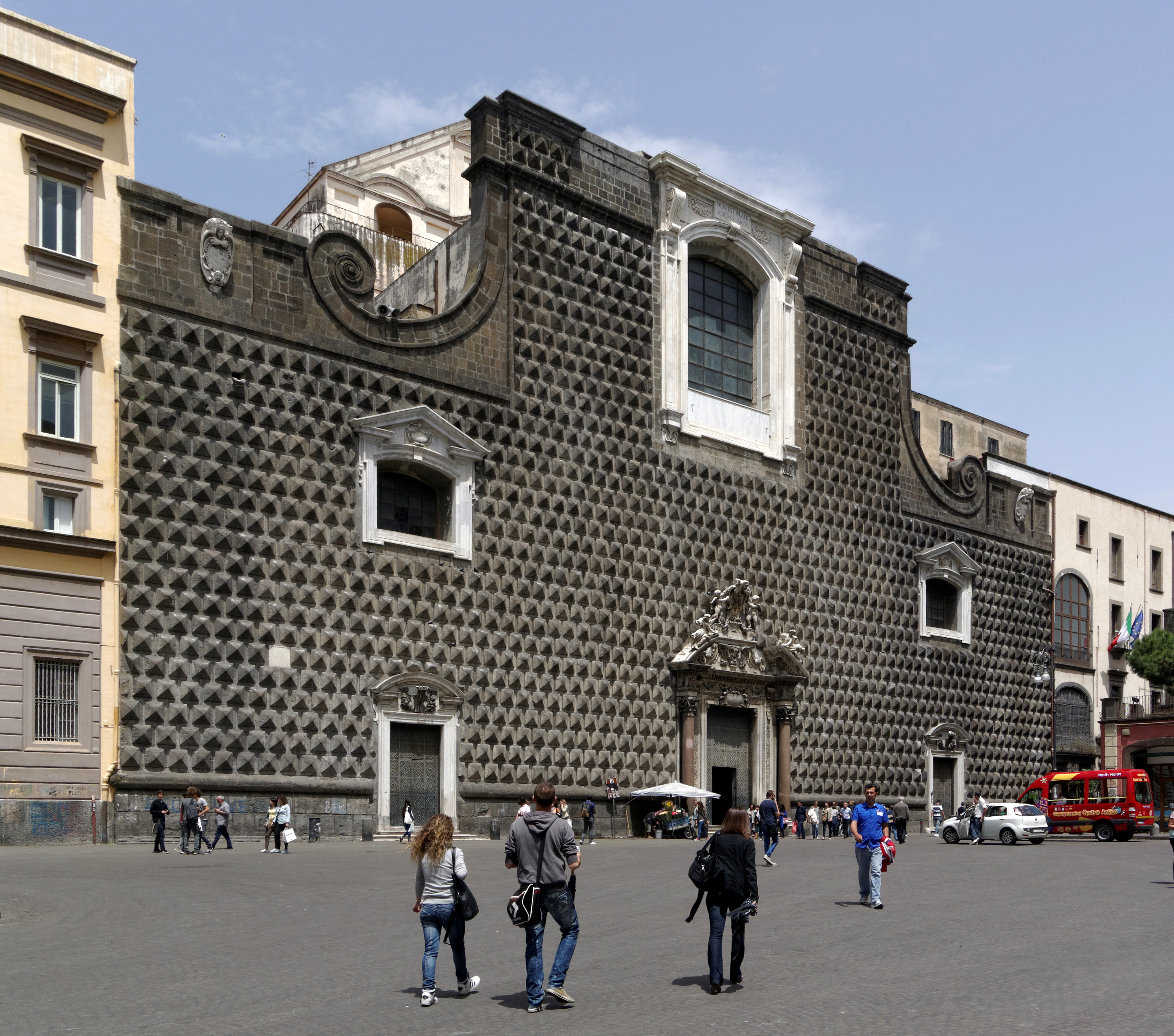
La Iglesia del Gesù Nuovo.

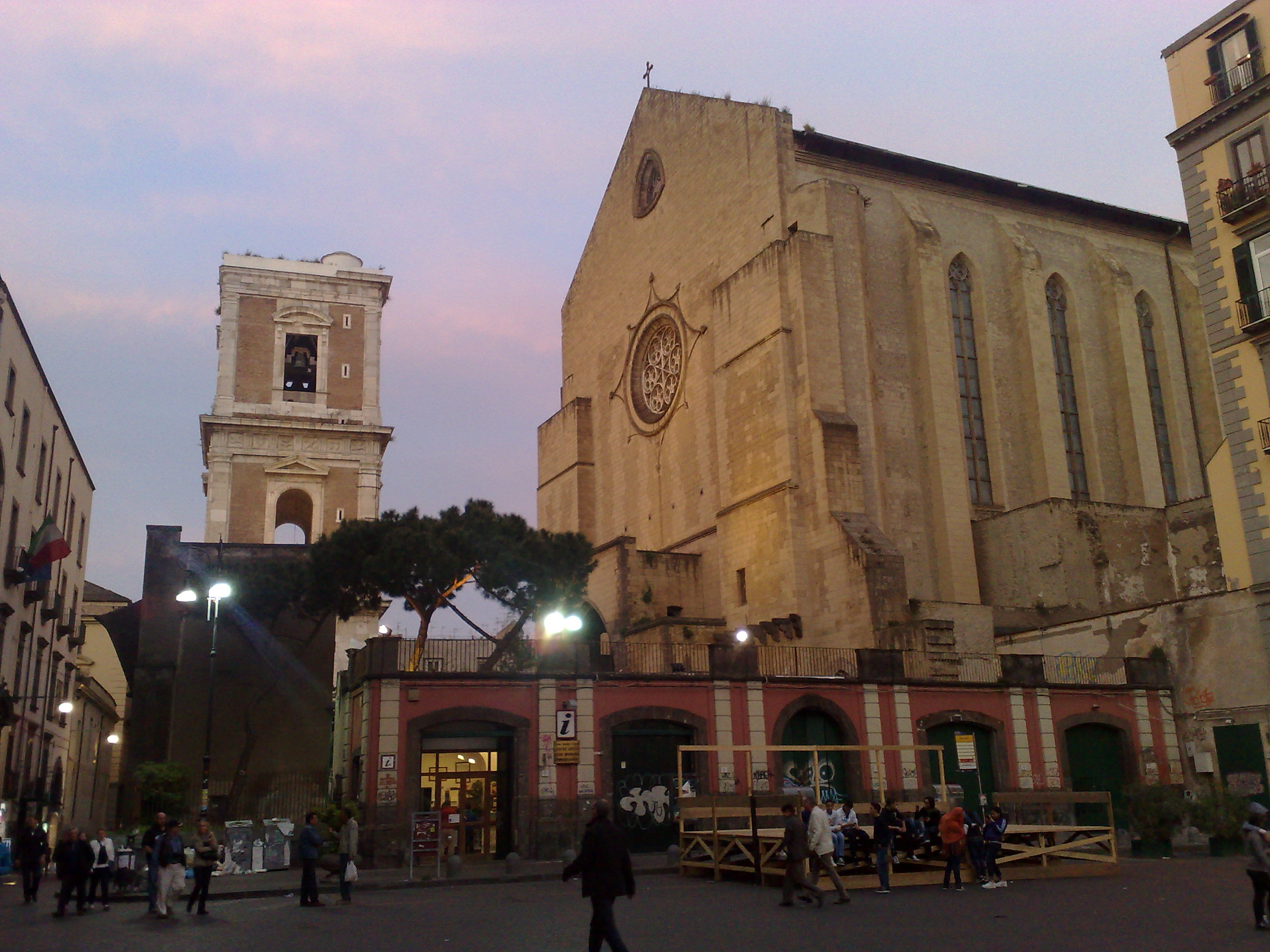
La Basílica de Santa Clara.

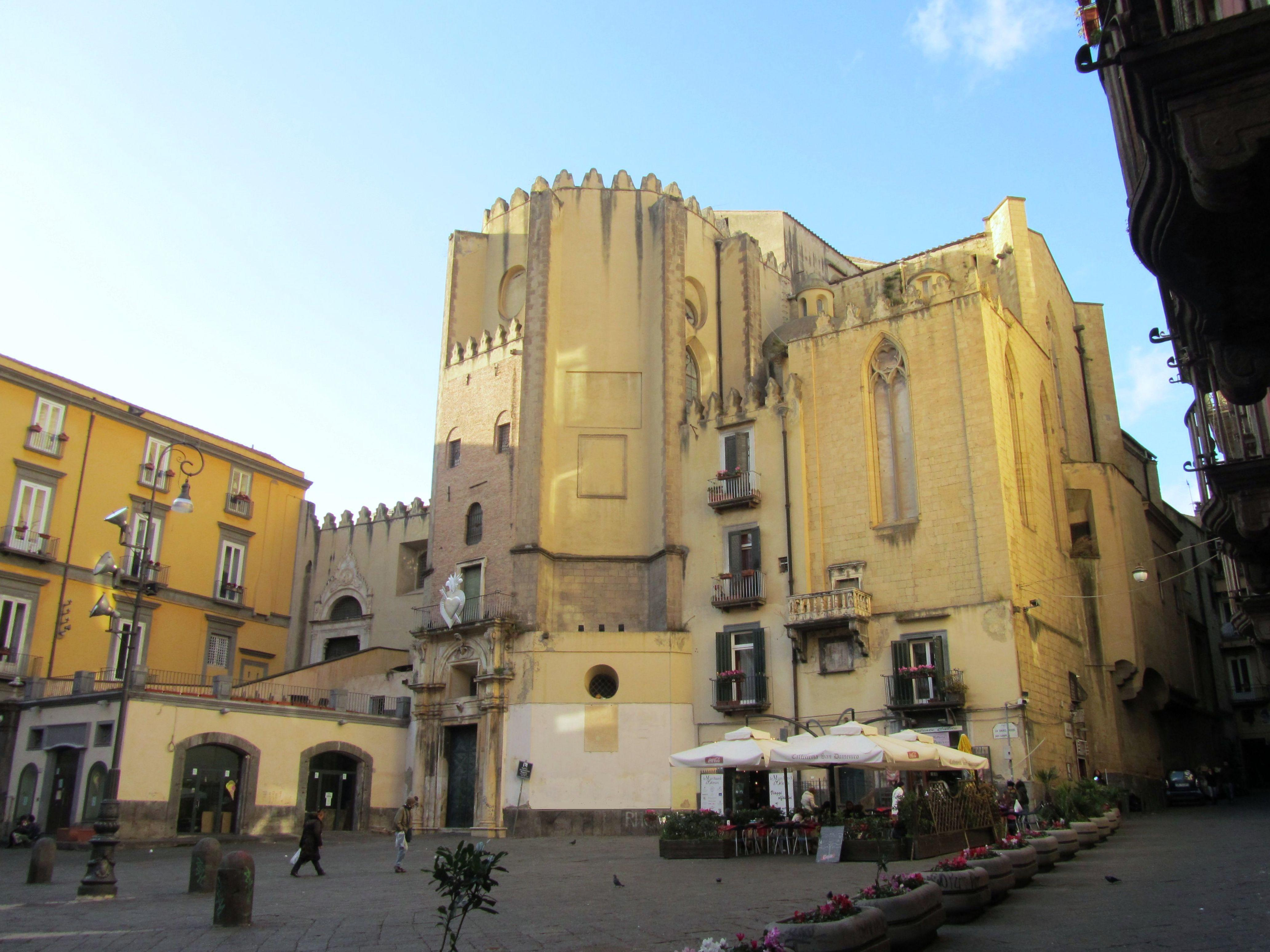
La Basílica de Santo Domingo Mayor.

Entre los principales edificios que se encuentran en Spaccanapoli, se pueden citar (de oeste a este):
- Iglesia de Santa Maria ad Ogni Bene dei Sette Dolori;
- Complejo de Santa Maria dello Splendore;
- Iglesia de Santa Maria del Presidio;
- Palazzo Carafa di Maddaloni;

Aquí comienza el decumano original de época greco-romana
- Palazzo delle Congregazioni;
- Palazzo Pandola;
- Iglesia de Gesù Redentore y San Ludovico d'Angiò;
- Iglesia del Gesù Nuovo;
- Casa Professa dei Padri Gesuiti;
- Basílica de Santa Clara;
- Iglesia de Santa Marta;
- Palazzo Filomarino;
- Palazzo Mazziotti;
- Palazzo Venezia;
- Palazzo Carafa della Spina;
- Palazzo Pinelli;
- Palazzo Tufarelli;
- Palazzo Petrucci;
- Palazzo di Sangro di Casacalenda;
- Basílica de Santo Domingo Mayor;
- Palazzo Saluzzo di Corigliano;
- Palazzo De Sangro di Vietri;
- Iglesia de Sant'Angelo a Nilo;
- Palazzo Pignatelli di Toritto;
- Capilla de Santa Maria Assunta dei Pignatelli;
- Palazzo Carafa di Montorio;
- Iglesia de San Nicola a Nilo;
- Palazzo Diomede Carafa;
- Iglesia de los Santos Filippo y Giacomo;
- Monte di Pietà;
- Iglesia de San Biagio Maggiore;
- Iglesia de San Gennaro all'Olmo;
- Palazzo Marigliano;
- Iglesia de San Giorgio Maggiore;
- Iglesia de las Crocelle ai Mannesi;
- Iglesia de Sant'Agrippino a Forcella.

### Edificios de culto
En Spaccanapoli se sitúan numerosos edificios de culto de gran importancia, centros de la cristiandad napolitana. Entre los principales están la iglesia del Gesù Nuovo, la de Santa Chiara y la de Santo Domingo Mayor.
La primera que se encuentra desde la Piazza del Gesù es la iglesia del Gesù Nuovo, o de la Trinità Maggiore. Finalizada en el siglo XVIII, además de su imponente fachada renacentista y su notable interior barroco, es conocida porque en ella está enterrado el médico Giuseppe Moscati, santificado en 1987.
Frente a la iglesia del Gesù Nuovo está la Basílica de Santa Clara, con el complejo monástico anexo. Ordenada construir por Roberto I de Nápoles en el siglo XIV, la iglesia tiene una fachada sobria e imponente, con un gran rosetón central. El interior, dañado gravemente en los bombardeos de Nápoles durante la Segunda Guerra Mundial, alberga también las tumbas de la dinastía de Borbón.
Más adelante está el complejo de Santo Domingo Mayor, entre los más antiguos, grandes y relevantes cultural e históricamente de la ciudad. Se extendía hasta la Via San Sebastiano, detrás del conservatorio de San Pietro a Maiella, y fue el lugar donde estudiaron y/o enseñaron filósofos como Santo Tomás de Aquino, Giordano Bruno y Tommaso Campanella.

### Obeliscos y esculturas
- Obelisco dell'Immacolata;
- Obelisco di San Domenico;
- Estatua del dios Nilo.